# Lubbock Challenger
Il Lubbock Challenger è stato un torneo professionistico di tennis giocato sul cemento, che faceva parte dell'ATP Challenger Series. Si giocava annualmente a Lubbock negli USA dal 2005.

## Albo d'oro

### Singolare
| Anno | Campione      | Finalista      | Punteggio     |
| ---- | ------------- | -------------- | ------------- |
| 2005 | Ramón Delgado | Bobby Reynolds | 2–6, 7–6, 6–3 |
| 2006 | Sam Querrey   | Noam Okun      | 6–1, 6–4      |
| 2007 | Robert Smeets | Dušan Vemić    | 6–3, 7–6      |
| 2008 | John Isner    | Frank Dancevic | 7–6, 4–6, 6–2 |

### Doppio
| Anno | Campione                     | Finalista                         | Punteggio     |
| ---- | ---------------------------- | --------------------------------- | ------------- |
| 2005 | Hugo Armando Glenn Weiner    | Jan-Michael Gambill Scott Oudsema | 5–7, 6–2, 7–6 |
| 2006 | Chris Drake Scott Lipsky     | Goran Dragicevic Mirko Pehar      | 7–6, 6–3      |
| 2007 | Alex Kuznetsov Ryan Sweeting | Rik De Voest Bobby Reynolds       | 6–3, 6–2      |
| 2008 | Roman Borvanov Artem Sitak   | Alex Bogomolov Dušan Vemić        | 6–2, 6–3      |